# Патогенез
Патогене́з (від грец. páthos — страждання, хвороба і génesis — походження, виникнення) — механізми виникнення і розвитку хвороби і окремих її проявів на різних рівнях організму — від молекулярних порушень до змін в органах і системах; розділ патології, що трактує питання патогенезу.
У той час як етіологія трактує питання, що стосуються причин і умов виникнення хвороби, патогенез охоплює все, що відбувається після дії причини. Іноді причина, здійснивши свій вплив, зникає (травма, опік, радіація). Тоді чітко видно відмінність між етіологією і патогенезом у тимчасовому аспекті: спочатку етіологія, потім патогенез, спочатку "чому", а потім "як, яким чином". Найчастіше причина продовжує свою дію в процесі розвитку хвороби. Це особливо характерне для інфекційних захворювань.
При більшості хвороб існує багато механізмів патогенезу. Наприклад, деякі види раку виникають через послаблення імунної системи (пухлини шкіри і лімфоми після трансплантації — яка вимагає імуносупресії). При багатьох хворобах також часто неспецифічні реакції, тобто незалежні від природи хвороби. Відносно постійні неспецифічні реакції (підвищення температури тіла, посилення утворення гормонів кори надниркових залоз та ін.) сформувалися в процесі еволюції у відповідь на дію різних шкідливих чинників.
Лікування, яке проводять згідно з засадами патогенезу, називають патогенетичним або патогенетичною терапією.